# Alex Bennett
Pour les articles homonymes, voir Bennett.
Alexander Bennett, couramment appelé Alex Bennett (mais on trouve aussi Alec Bennett), est un footballeur international puis entraîneur écossais, né le 20 octobre 1881, à Glasgow et décédé le 9 janvier 1940 . Évoluant au poste de milieu gauche, il est particulièrement connu pour ses saisons au Celtic et aux Rangers.
Il compte 11 sélections pour 2 buts inscrits en équipe d'Écosse.

## Biographie

### Carrière en club
Natif de Glasgow, il joue d'abord pour Rutherglen Glencairn F.C. (en) avant de s'engager pour le Celtic en 1903 et devient une pièce importante de l'équipe qui s'adjugera 4 titres de champion d'Écosse d'affilée entre 1905 et 1908, ainsi que trois Coupes d'Écosse.
Il quitte le Celtic à la fin de son contrat en mai 1908 et rejoint alors l'autre grand club de la ville, les Rangers où il restera 10 saisons jusqu'en 1918. Il remporte trois nouveaux titres de champion d'Écosse avec les Gers. Il joue un total de 230 matches officiels pour 92 buts inscrits pour les Rangers (dont 188 matches et 55 buts inscrits en championnat). 
Après avoir quitté les Rangers à 37 ans, il joua encore 3 années, deux à Dumbarton et une à Albion Rovers. À peine ses crampons raccrochés, il devient entraîneur des équipes de Third Lanark (3 saisons) et de Clydebank (2 saisons) avec laquelle il obtiendra la promotion en première division après une deuxième place en Division 2 à l'issue de la saison 1924-25.

### Carrière internationale
Alex Bennett reçoit 11 sélections en faveur de l'équipe d'Écosse. Il joue son premier match le 12 mars 1904, pour un match nul 1-1, au Dens Park de Dundee, contre le Pays de Galles en British Home Championship. Il reçoit sa dernière sélection le 15 mars 1913, pour une victoire 1-2, au Dalymount Park de Dublin, contre l'Irlande en British Home Championship. Il inscrit 2 buts lors de ses 11 sélections, dont l'un lors de son dernier match.
Il participe avec l'Écosse aux British Home Championships de 1904, 1907, 1908, 1909, 1911 et 1913. 

#### Buts internationaux
| no | Date         | Lieu                   | Adversaire     | Score final | Compétition               |
| -- | ------------ | ---------------------- | -------------- | ----------- | ------------------------- |
| 1  | 7 mars 1908  | Dens Park, Dundee      | Pays de Galles | 2-1         | British Home Championship |
| 2  | 15 mars 1913 | Dalymount Park, Dublin | Irlande        | 2-1         | British Home Championship |

## Palmarès

### Comme joueur
- Rutherglen Glencairn F.C. (en) :
  - Vainqueur de la Glasgow Football League en 1901-1902

- Celtic :
  - Champion d'Écosse en 1904-05, 1905-06, 1906-07 et 1907-08
  - Vainqueur de la Coupe d'Écosse en 1904, 1907 et 1908
  - Vainqueur de la Glasgow Cup en 1905, 1906, 1907 et 1908
  - Vainqueur de la Glasgow Merchants Charity Cup en 1905 et 1908

- Rangers :
  - Champion d'Écosse en 1910-11, 1911-12 et 1912-13
  - Vainqueur de la Glasgow Cup en 1911, 1912, 1913 et 1914
  - Vainqueur de la Glasgow Merchants Charity Cup en 1909 et 1911

- Albion Rovers :
  - Vainqueur de la Lanarkshire Cup (en) en 1921

### Comme entraîneur
- Third Lanark :
  - Finaliste de la Glasgow Cup en 1924